# Mid-America Center
O Mid-America Center é uma arena e centro de convenções localizado em Council Bluffs, Iowa, a apenas cinco minutos do centro de Omaha, Nebraska. A capacidade máxima da arena é de aproximadamente 8.000 espectadores para concertos e 6.700 espectadores para partidas de hóquei no gelo e futebol americano de arena. A arena ainda oferece estacionamento gratuito.
É a casa da equipe de futebol americano de arena Iowa Blackhawks (APFL) desde 2003 e da equipe de roller derby Omaha Rollergirls (WFTDA) desde 2011.[carece de fontes?] Também foi a casa da equipe de hóquei no gelo Omaha Lancers (USHL) entre os anos de 2002 e 2009.[carece de fontes?]

## Características
- Arena: 2.787 m2 (vão livre), 12 camarotes de luxo, 2 salões de festa.

- Centro de Convenções: pavilhão de exposições com 2.276 m2, 120-150 estandes de exposição, salão/área de reunião com mais de 2.100 m2, 90-112 estandes de exposição no salão, 8 salas de reunião, área de preparo com 1.400 m2.

- Estacionamento gratuito: 2.600 vagas ao redor do complexo.